# Aloe vaotsanda
Aloe vaotsanda là một loài thực vật có hoa trong họ Măng tây. Loài này được Decary mô tả khoa học đầu tiên năm 1912.